# 狭叶康定柳
狭叶康定柳（学名：Salix paraplesia f. lanceolata）为杨柳科柳属康定柳下的一个变型。

## 扩展阅读
- 維基物種上的相關：狭叶康定柳